# Experimentele Groep in Holland
Experimentele Groep in Holland ist eine am 16. Juli 1948 gegründete Künstlergruppe. Die Maler Corneille, Karel Appel und Constant gründen die Experimentele Groep in Holland, auch Nederlands Experimentele Groep genannt. Theo Wolvecamp, Anton Rooskens und Jan Nieuwenhuijs gehörten ebenfalls zu den Gründungsmitgliedern. Sie wählten als Vorbild die dänische Künstlergruppe Høst. Später kamen die Schriftsteller Gerrit Kouwenaar, Jan Elburg, Bert Schierbeek und Lucebert als Mitglieder hinzu. Die Zeitschrift Reflex wurde herausgegeben, in der das Manifest der Künstlergruppe CoBrA veröffentlicht wurde.
Constant, Karel Appel und Corneille vertraten die Gruppe auf einer Künstlerversammlung in Paris. Zusammen mit dem Dänen Asger Jorn, den Belgiern Christian Dotremont und Joseph Noiret beschlossen sie den Zusammenschluss der niederländischen Experimentele Groep, der dänischen Høst-groep und der belgischen Groupe Surréaliste Révolutionaire zur Künstlervereinigung CoBrA.